# Nyctidromus
Nyctidromus é um gênero de bacuraus da família Caprimulgidae, possui duas espécies reconhecidas, por muito tempo foi considerado um gênero monotípico. Ambos os seus membros são nativos dos Neotrópicos, que vão desde o extremo sul dos Estados Unidos (Texas), passando pelo México, América Central e do Sul até o a Argentina e Brasil. Seus representantes são conhecidos pelo nome popular de bacurau, curiango, amanhã-eu-vou, engole-vento, pauraque e entre outros.

## Espécies
Classificação de acordo com a ordem filogenética de classificação do Congresso Ornitológico Internacional (IOC, versão 6.1, 2016) e Clements Checklist v.2015. E nomes populares de acordo com Paixão et al. (2021).
- Bacurau-comum, Nyctidromus albicollis
- Bacurau-equatoriano, Nyctidromus anthonyi[6]

## Taxonomia
A espécie Nyctidromus anthonyi foi atribuída a Nyctidromus, (anteriormente em Caprimulgus), seguindo a proposta nº 522 ao Comitê de Classificação Sul-Americana (SACC), com base nos estudos de filogenia molecular de Han et al. (2010).
O Comitê Brasileiro de Registros Ornitológicos (CBRO) inclui este gênero em Hydropsalis, que não é reconhecido por outras classificações.